# Милфорд Сентер (Охајо)
Милфорд Сентер (енгл. Milford Center) град је у америчкој савезној држави Охајо.

## Демографија
По попису из 2010. године број становника је 792, што је 166 (26,5%) становника више него 2000. године.
| Група             | 2000.       | 2010.       |
| Белци             | 616 (98,4%) | 763 (96,3%) |
| Афроамериканци    | 0 (0,0%)    | 4 (0,5%)    |
| Азијати           | 0 (0,0%)    | 2 (0,3%)    |
| Хиспаноамериканци | 4 (0,6%)    | 5 (0,6%)    |
| Укупно            | 626         | 792         |